# Koisuru Bōkun
Koisuru Bōkun (恋する暴君 lit. El tirano se enamora?) es una serie de manga de género yaoi escrita e ilustrada por Hinako Takanaga. Se trata de una secuela del anterior manga de Takanaga, Challengers, el cual fue publicado entre 1995 y 1999. Fue lanzado por primera vez en febrero de 2004 por la editorial Kaiōsha y hasta la fecha cuenta con un total de 14 volúmenes. Koisuru Bōkun se ha posicionado en listas de best-sellers tanto en Japón como en Alemania, mientras que en Estados Unidos se lo calificó como "uno de los [manga] yaoi más esperados." Ha sido licenciado para su publicación en inglés por Juné, mientras que en alemán por Tokyopop Germany bajo el título de Verliebter Tyrann, en polaco por Kotori bajo el título de Zakochany tyran y en francés por Taifu Comics bajo el título The Tyrant Who Fall in Love.
Debido a su popularidad, se han hecho numerosos CD dramas basados en el manga, así como también una adaptación a un OVA de dos partes en 2010. El OVA fue producido por el estudio PrimeTime y dirigido por Keiji Kawakubo.

## Argumento
El manga continúa con la historia de Morinaga y Sōichi donde esta se dejó en Challengers. Tetsuhiro Morinaga es un estudiante universitario que ha estado enamorado de su senpai, Sōichi Tatsumi, durante cuatro largos años. Morinaga asiste a Sōichi con sus proyectos de investigación en el laboratorio de la universidad, mientras lidia con sus fuertes sentimientos hacia este. En Challengers, Morinaga inadvertidamente le confesó a Sōichi que era gay y estaba enamorado de él, por lo que cree que ahora Sōichi lo odia debido a su homofobia. Sin embargo, siguen siendo buenos amigos. La historia termina con Morinaga convencido de que sus sentimientos jamás serán correspondidos.
Al inicio de Koisuru Bōkun en 2004 —un año después de los acontecimientos de Challengers—, el hermano menor de Sōichi, Tomoe, se trasladó a California junto con su pareja, Kurokawa, y este se entera de que se ha legalizado el matrimonio igualitario en el estado, razón por la cual teme que su hermano se case. Sōichi furiosamente llama a Tomoe para decirle que no se le ocurra casarse, a lo que Tomoe se muestra confundido debido a que no había oído hablar de las nuevas noticias, al estar ocupado con su trabajo. En efecto, la llamada de Sōichi hace exactamente lo contrario de lo que quería y Kurokawa y Tomoe terminan casándose. Mientras tanto, Morinaga se lamenta con su amigo, Hiroto, por su amor no correspondido hacia Sōichi, quien a su vez decide darle a Morinaga una "bebida especial" que hará que Sōichi no sea tan tirano. Morinaga se debate entre tirar la bebida a la basura, pero se siente incómodo ante la idea de que alguien lo encuentre, por lo que de mala gana lo lleva a su casa y lo oculta en su armario. Al día siguiente, Sōichi sigue molesto y divaga elocuencias tales como que irá a los Estados Unidos para matar a Kurokawa o convertirse en el gobernador de California para re-prohibir el matrimonio homosexual. Morinaga le convence de calmarse y que beba con él en su casa para ahogar sus penas.

## Personajes
Sōichi Tatsumi (巽 宗一 Tatsumi Sōichi?)
Voz por: Hikaru Midorikawa
Es un estudiante universitario con un doctorado en el departamento de ciencias agrícolas. Sōichi es una persona extremadamente tiránica, cruel ante el mundo y puede llegar a ser muy agresivo cuando se lo propone, tanto es así que fue apodado «tirano» por los otros estudiantes de la universidad y es temido por muchos. Odia a los homosexuales debido a una mala experiencia que tuvo cuando un profesor lo atacó sexualmente. A pesar de esto, tolera a su asistente de investigación y colega, Morinaga, quien es abiertamente gay, y permite que este a su lado siempre y cuando su orientación sexual no sea un problema. No tiene ni desea amigos y por su tiránico carácter tampoco hay mucha gente dispuesta a serlo. Sōichi es el mayor de tres hermanos; siendo los dos menores Tomoe y Kanako. Su madre murió cuando era joven y su padre continuamente se encuentra fuera del país debido a su trabajo, por lo cual quedó al cuidado de sus hermanos y tiende a sobreprotegerlos. Oculta una faceta más amable reservada únicamente para su familia y, en algunas ocasiones, también hacia Morinaga. Esta faceta suele ir acompañada igualmente de una violencia cómica, debido a que aparentemente le cuesta expresar sus sentimientos más amables. Durante el transcurso de la historia, comienza a cambiar su visión con respecto a Morinaga, admitiendo a duras penas que no quiere que se aleje de él y poco a poco comenzará a preguntarse que es lo que siente realmente por este.
Tetsuhiro Morinaga (森永 哲弘 Morinaga Tetsuhiro?)
Voz por: Kōsuke Toriumi
Es un estudiante universitario con una maestría en el departamento de ciencias agrícolas. Nació en un pequeño pueblo y creció en una familia sumamente conservadora para la cual, lo más importante eran las apariencias. Tuvo muchos problemas cuando su familia descubrió que era gay, más aún cuando se extendió el rumor de que Tetsuhiro había seducido y llevado a un intento de suicidio al mejor amigo de su hermano mayor, Junya Masaki. En realidad, Masaki estaba enamorado del hermano mayor de Morinaga y la auténtica razón de su intento de suicidio fueron las crueles palabras de este al descubrirlos juntos. Para sofocar los rumores y alejar la causa de las habladurías de sus padres, se trasladó a estudiar a Nagoya y jamás regresó a su pueblo. Morinaga ha estado enamorado de Sōichi desde que lo vio por primera vez en el campus de la universidad, sin embargo y, a pesar de intentar con mucho esfuerzo llegar a ser algo similar a un amigo para él, su amor se ve contrarrestado por el tiránico y anti-homo carácter de este último. Tetsuhiro es una persona amable, demasiado amable según su amigo Hiroto, debido a que soporta continuamente los caprichos y torturas de Sōichi. No obstante, también tiene un lado malicioso cuando se trata de obtener algo de Sōichi, requiriendo a lo que sea necesario.  
Hiroto (裕人?)
Voz por: Daisuke Hirakawa
Es el mejor amigo de Morinaga. Trabaja en un bar gay llamado "Adamsite", el cual Morinaga visita frecuentemente. Siempre aconseja a este último sobre su relación con Sōichi, a pesar de estar cansado de oír sus constantes dramas de amor y opinar que lo mejor sería que le olvidase y se buscase un nuevo amor.
Kanako Tatsumi (辰巳 加奈子 Tatsumi Kanako?)
Voz por: Ayaka Kyō
Es la hermana menor de Sōichi y Tomoe, de catorce años de edad. Al comienzo, equivocadamente cree que su hermano y Morinaga son una pareja, una creencia que se vuelve cada vez menos falsa para Kanako con el correr del tiempo. Se muestra como una muchacha feliz y apoya a su hermano en su relación con Morinaga, a menudo burlándose de él sobre esto y discutiendo su último drama con Isogai.
Taichirō Isogai (磯貝 太一郎 Isogai Taichirō?)
Voz por: Toshihiko Seki
Es el mejor amigo y excolega de trabajo de Kurokawa. Apoya la relación de Kurokawa y Tomoe, y a menudo protege a su amigo de la ira de Sōichi, a quien también le gusta tomarle el pelo y hacerle enfadar. Descubre accidentalmente la relación habida entre Sōichi y Morinaga, utilizando este conocimiento para evitar que amenace con asesinar a Kurokawa y le trate mejor. Es un personaje carismático y tolerante que no tiene problemas con las personas homosexuales.
Tomoe Tatsumi (辰巳 巴 Tatsumi Tomoe?)
Voz por: Kōki Miyata
Es el hermano de Sōichi y Kanako, de dieciocho años de edad, así como también el personaje principal de Challengers. Estudia ingeniería robótica, conociendo a Kurokawa cuando viajó a Tokio con el objetivo de encontrar un lugar donde vivir que estuviera cerca de la universidad a la que quería asistir. Kurokawa le permitió quedarse en su apartamento y en el proceso se enamoró de Tomoe. Tras reconocer sus sentimientos hacia kurokawa, posteriormente ambos se marchan a América (por el trabajo de Tomoe) a "buscar la felicidad". Sōichi no acepta en absoluto su relación con Kurokawa y cuando Tomoe le informa que se iría a América, cree que es lo mejor para su hermano estar lejos de Kurokawa, lo que no sabía era que se iba con el mismo Kurokawa. Contrae matrimonio con Kurokawa al legalizarse el matrimonio igualitario en California.
Mitsugu Kurokawa (黒川 貢 Kurokawa Mitsugu?)
Voz por: Tomokazu Sugita
Es uno de los personajes principales de Challengers. Es un hombre bondadoso y amable, pareja del hermano menor de Sōichi, Tomoe. Sōichi le guarda un gran rencor por "raptar" a su hermano pequeño e irse a América con él, razón por lo que Kurokawa le tiene terror. Aun así, contrajo matrimonio con Tomoe (al legalizarse el matrimonio igualitario en California), un hecho que solo aumentó el odio de Sōichi hacia los homosexuales y naturalmente, hacia el mismo Kurokawa. Conoce a Morinaga y ambos se apoyan mutuamente para luchar por su amor, y de alguna forma tiene esperanzas que de este modo su cuñado deje de odiarlo tanto y lo entienda.
Kunihiro Morinaga (森永 国博 Morinaga Kunihiro?)
Voz por: Ken Narita
Es el hermano mayor de Tetsuhiro. Solía ser el mejor amigo de Masaki, pero su amistad se terminó de manera abrupta cuando Kunihiro le descubrió a él y a su hermano menor, Tetsuhiro, yaciendo juntos. Sin sospechar que Masaki en realidad estaba enamorado de él y no de Tetsuhiro, el impacto de la situación le llevó a decir palabras hirientes hacia Masaki, causando que este posteriormente intentase suicidarse. Antes de irse del pueblo, Masaki le hizo prometer a Tetsuhiro que nunca le diría a Kunihiro sobre su amor, un hecho que llevó a Kunihiro a creer los rumores y castigar a su hermano por causar la súbita desaparición de Masaki. Más adelante, acepta sus sentimientos por Masaki y ambos comienzan una relación.
Junya Masaki (正樹 純也 Masaki Junya?)
Masaki fue el primer novio de Morinaga. Su relación comenzó cuando Morinaga cursaba su tercer año de secundaria y la mantuvieron en secreto debido a la mentalidad conservadora del pueblo donde vivían. Masaki fue el primer amor de Morinaga, sin embargo, este se encontraba enamorado de su hermano mayor, Kunihiro. Luego de casi un año juntos, su relación llegó a su fin de la peor manera posible; ambos fueron descubiertos por Kunihiro. Masaki no se hallaba preparado para escuchar las cosas horribles que le dijo y sin querer seguir viviendo si la persona que amaba lo detestaba, intentó suicidarse. Afortunadamente su intento falló, pero este suceso perseguiría a Morinaga durante años. Masaki fue posteriormente trasladado a un lugar desconocido para Morinaga y su hermano, quien imposibilitado de volver a verlo, cargó con toda la responsabilidad y rechazo por parte del pueblo y familia.
Sōjin Tatsumi (辰巳 曹仁 Tatsumi Sōjin?)
Es el padre de Sōichi, Tomoe y Kanako. Casi siempre está ausente debido a sus viajes, y es un gran amante de los insectos y la naturaleza. Se muestra animado y ama profundamente a sus hijos. Cuando Tomoe y Mitsugu le hablan sobre su matrimonio durante su visita, a pesar de estar sorprendido, Sōjin acepta su relación sosteniendo que todo lo que importa es que Tomoe sea feliz.

## Media

### Manga
| Número | Fecha de publicación    | ISBN                   |
| ------ | ----------------------- | ---------------------- |
| 1      | 10 de febrero de 2005   | ISBN 978-4-87724-398-2 |
| 2      | 10 de noviembre de 2005 | ISBN 978-4-87724-430-9 |
| 3      | 9 de diciembre de 2006  | ISBN 978-4-87724-483-5 |
| 4      | 10 de abril de 2008     | ISBN 978-4-87724-844-4 |
| 5      | 10 de junio de 2009     | ISBN 978-4-87724-129-2 |
| 6      | 20 de julio de 2010     | ISBN 978-4-87724-197-1 |
| 7      | 10 de noviembre de 2011 | ISBN 978-4-7964-0245-3 |
| 8      | 10 de febrero de 2012   | ISBN 978-4-7964-0276-7 |
| 9      | 10 de abril de 2014     | ISBN 978-4-7964-0553-9 |
| 10     | 10 de abril de 2016     | ISBN 978-4-7964-0852-3 |
| 11     | 11 de abril de 2018     | ISBN 978-4-7964-1138-7 |
| 12     | 10 de febrero de 2020   | ISBN 978-4-7964-1348-0 |

### OVA
Una adaptación a un OVA de dos partes fue realizada por el estudio de animación PrimeTime. La primera parte se estrenó el 25 de junio de 2010, mientras que la segunda el 26 de noviembre de 2010.
| # | Título                                                         | Estreno                 |
| - | -------------------------------------------------------------- | ----------------------- |
| 1 | «Koisuru Boukun, Volumen 1» «Koisuru Boukun 1» (恋する暴君 １) | 25 de junio de 2010     |
| 2 | «Koisuru Boukun, Volumen 2» «Koisuru Boukun 2» (恋する暴君 ２) | 26 de noviembre de 2010 |

## Recepción
Lissa Pattillo de Anime News Network calificó el primer volumen del manga con una puntuación total de "A-", comentando que «los actos sexuales no consensuales nunca podrán ser moralmente justificados, pero Koisuru Bōkun juega con la idea de una manera tímida incluso para los estándares de amor entre chicos, haciendo que Sōichi se sienta mucho menos víctima que los personajes llorones y sumisos que se ven en la mayoría de las otras historias. Eso no quiere decir que un acto no consensual este bien, pero difícilmente encontrarás a un fan que no encuentre esto como un "tirón" en su relación o que sea la parte verdaderamente atractiva de la historia. No queremos ver a Sōichi siendo violado, pero culpablemente tampoco queremos verlo dejar de protestar».